# 45 Ophiuchi
45 Ophiuchi (d Ophiuchi) é uma estrela na direção da Ophiuchus. Possui uma ascensão reta de 17h 27m 21.26s e uma declinação de −29° 52′ 00.1″. Sua magnitude aparente é igual a 4.28. Considerando sua distância de 111 anos-luz em relação à Terra, sua magnitude absoluta é igual a 1.61. Pertence à classe espectral F3III.